# 京都労働局
京都労働局（きょうとろうどうきょく）は、京都府京都市中京区にある日本の都道府県労働局で、京都府を管轄している。

## 所在地
- 本局 京都府京都市中京区両替町通御池上ル金吹町451

## 組織
局長
- 総務部
  - 総務課、労働保険徴収室
- 労働基準部
  - 監督課、健康安全課、賃金室、労災補償課、労災補償課分室
- 職業安定部
  - 職業安定課、職業対策課、需給調整事業課、訓練室、職業対策課助成金センター
- 雇用環境・均等室

## 出先機関
- 労働基準監督署（7署）
  - 京都上労働基準監督署（京都市中京区）
  - 京都下労働基準監督署（京都市下京区）
  - 京都南労働基準監督署（京都市伏見区）
  - 福知山労働基準監督署（福知山市）
  - 舞鶴労働基準監督署（舞鶴市）
  - 丹後労働基準監督署（京丹後市）
  - 園部労働基準監督署（南丹市）

- 公共職業安定所（ハローワーク、8所4出張所）
  - 京都西陣公共職業安定所（京都市上京区）
    - 烏丸御池庁舎（京都市中京区）
    - 園部出張所（南丹市）

  - 京都七条公共職業安定所（京都市下京区）
  - 伏見公共職業安定所（京都市伏見区）
  - 宇治公共職業安定所（宇治市）
  - 京都田辺公共職業安定所（京田辺市）
    - 木津出張所（木津川市）

  - 福知山公共職業安定所（福知山市）
    - 綾部出張所（綾部市）

  - 舞鶴公共職業安定所（舞鶴市）
  - 峰山公共職業安定所（京丹後市）
    - 宮津出張所（宮津市）

## 管轄
- 京都府全域